# 세울로
세울로(Seulo, 사르데냐어: Seulu)는 이탈리아 사르데냐 주 수드사르데냐도에 위치한 코무네로, 칼리아리에서 북쪽으로 약 70 km (43 mi) 떨어져 있다. 2004년 12월 31일 기준으로 인구는 970명이며 면적은 58.8 km2 (22.7 sq mi)이다.
이웃하는 코무네는 다음과 같다. 아리초, 아르차나, 가도니, 사달리, 세우이, 빌라노바툴로.
세울로는 1996년부터 2016년까지 20명의 100세 이상 노인을 배출하여 세계에서 사람들이 가장 오래 사는 곳으로 기록되었다.

## 같이 보기
- 블루존